# Яковлев, Вячеслав Николаевич
Вячеслав Николаевич Яковлев (род. 20 января 1967 года в г. Кивиыли, Эстонская ССР; в настоящее время Эстония) — российский и американский кинематографист — актёр, режиссёр, сценарист, продюсер.

## Биография
Как актёр получил образование в Санкт-Петербургском государственном институте театра, музыки и кинематографии им Н. К. Черкасова (ЛГИТМиК им. Черкасова) (1992). Дебютировал в кино у Владимира Бортко в художественном фильме «Афганский излом» (1991). Снимается в художественных фильмах и сериалах. Наибольшую актёрскую популярность он получил в художественном фильме «Арифметика убийства» (1992) режиссёра Дмитрия Светозарова, где Вячеслав сыграл роль Владика Тетерева. Его партнерами по площадке были выдающиеся деятели советского и российского кинематографа Зинаида Шарко, Сергей Бехтерев, Лев Борисов, Юрий Кузнецов, Владимир Кашпур и Ольга Самошина.
В 2004 году Вячеслав заканчивает New York Film Academy at Universal Studio (США) по специальности режиссура кино и продюсирование. В том же году он основывает свою собственную продакшн компанию Welldone Production в Беверли-Хиллз (Лос-Анджелес), которая поначалу успешно занималась театральными постановками. 21 октября 2005 года в театре Стеллы Адлер в Голливуде (Лос-Анджелес) состоялась премьера первой театральной постановки компании: The Last Night of The Last Tsar по пьесе Эдварда Радзинского «Последняя ночь последнего царя», режиссёром проекта выступил Вячеслав Яковлев. Спектакль шел с огромным успехом на протяжении 6 недель по 8 спектаклей в неделю. Газета LA Times написала: «Спектакли звучат под руководством Вячеслава Яковлева».
В 2012 году Вячеслав Яковлев в России снимает свой первый режиссёрский дебют — телефильм «Пять звезд» с Еленой Яковлевой в главной роли. Несмотря на то, что фильм снимался как телевизионный, он был отобран в конкурсные программы многих российских и зарубежных кинофестивалей и кинофорумов. Премьера состоялась 13 августа 2012 года на 20-м ежегодном российском национальном фестивале игровых (полнометражных), документальных и анимационных фильмов «Окно в Европу» в г. Выборг, Российская Федерация. На премьеру фильма билеты были распроданы в течение трёх часов. Несмотря на то, что фильм получил неоднозначную критику российской прессы, общее количество просмотров в youtube перевалило за 2 млн.
В том же 2012 году американская компания Вячеслава Яковлева Welldone Production начинает заниматься производством телевизионных сериалов и полнометражных фильмов. Партнёрами компании являются NBC, Lionsgate, MGM, STARZ, HBO, Netflix.
Первым проектом Вячеслава, который был запущен в производство совместно с продюсером Michael Ohoven осенью 2012 года, стал независимый сериал Siberia (2013), съёмки которого проходили в Канаде, в провинции Манитоба, двумя блоками по 8 недель с перерывом в три месяца. Съемки сериала проходили в тяжелейших природных и погодных условиях и в силу финансовых обстоятельств Вячеславу пришлось также занять и режиссёрское кресло последнего блока съемок. В марте 2013 года тизер сериала был отправлен на телеканал NBC и через три дня продюсеры Вячеслав Яковлев и Майкл Оховен получили коммерческое предложение от канала.
Вячеслав Яковлев первый русский продюсер и режиссёр у которого в 2013 году главный американский федеральный телевизионный канал NBC приобрел права на показ для своего прайм-тайма готового сериала Siberia (Сибирь). Сериал был продан в 73 страны мира.
Один из последних проектов Вячеслава, где он выступил как шоуранер, продюсер и режиссёр всех серий — Insomnia (2018), ремейк одноимённого российского сериала Бессонница — был полностью выкуплен одним из самых крупных дистрибьюторов компанией Lionsgate. Сериал был широко представлен в Каннах на MIPCOM в октябре 2016 года. Права на показ в США переданы одному из лидеров кабельного телевидения телеканалу STARZ. Это также пока первый и единственный случай, когда по российскому сериалу был снят американский сериал-ремейк.
По просьбе дистрибьюторов в конце 2018 года Вячеслав был приглашён в качестве режиссёра перемонтажа для создания международной версии российского блокбастера «Т-34».
В 2019 году Вячеслав Яковлев, наряду с представителями из 30 стран мира, представлял Россию в жюри международного конкурса талантов The World’s Best (Warner Brothers, MGM) на американском канале CBS.
С Вячеславом на постоянной основе сотрудничают обладатели премии Emmy легендарный оператор Джон С. Бартли (The X-Files, LOST, Bates Motel, Good Doctor) и кастинг директор Стефани Горин (It, It: Chapter 2, Fargo, The Borgias). В его команде один из самых влиятельных менеджеров в киноиндустрии Мэтт Любер, и известный в киноиндустрии юрист Мэтт Гелсор, клиентами которого также являются Том Круз, Дэвид Финчер, Вин Дизель и Джеймс Кэмерон.
Личная жизнь
Женат. Имеет дочь.